# 250526 Steinerzsuzsanna
250526 Steinerzsuzsanna è un asteroide della fascia principale. Scoperto nel 2004, presenta un'orbita caratterizzata da un semiasse maggiore pari a 3,1231617 UA e da un'eccentricità di 0,0819710, inclinata di 11,98681° rispetto all'eclittica.
L'asteroide è dedicato all'ungherese Zsuzsanna Steiner, docente di fisica e matematica all'Università di Seghedino.